# يوم سفوان
يوم سفوان وهي يوم من أيام العرب قبل الإسلام، بين بني مازن من بني تميم وبكر بن وائل، وقد وقع اليوم على أثر خلاف بين حدود القبيلتين، وكان منهل سفوان يقع بين ديار بني تميم وبني بكر بن وائل، فأراد الأخيرون إجلاء تميم عنه، ولكن تميماً ظفروا بهم، وقتلوهم، وأجلوهم عنه.

## المعركة
كان سفوان منهل يقع بين بلاد بني مازن بن مالك بن عمرو بن تميم وبين بلاد بكر بن وائل، فأرادا بنو بكر بن وائل الإستيلاء على هذا المنهل وإجلاء تميم عنه للأبد، فتصدى لهم بنو تميم، وأقتتلوا في سفوان قتالاّ شديداً، كان الظفر فيه لتميم، فقتلوا من بكر مقتلة ثم أجلوهم عن سفوان.